# Удугучин
Удугучи́н (рос. Удугучин) — село у складі Увинського району Удмуртії, Росія.

## Населення
Населення — 1018 осіб (2010; 1056 в 2002).
Національний склад станом на 2002 рік:
- удмурти — 58 %
- росіяни — 38 %

## Урбаноніми[3]
- вулиці — Жовтнева, Ключева, Миру, Молодіжна, Набережна, Нагірна, Свободи, Соснова, Ставкова, Травнева, Ювілейна